# Resolució 1422 del Consell de Seguretat de les Nacions Unides
La Resolució 1422 del Consell de Seguretat de les Nacions Unides fou adoptada per unanimitat el 12 de juliol de 2002. Després d'assenyalar la recent entrada en vigor de l'Estatut de Roma de la Cort Penal Internacional, el Consell va concedir immunitat de persecució de la Cort Penal Internacional (CPI) al personal de manteniment de la pau de les Nacions Unides de països que no eren part de la CPI.
La resolució es va aprovar per la insistència dels Estats Units, que va amenaçar amb el vetar la renovació de totes les missions de manteniment de la pau de les Nacions Unides (inclosa la renovació de la Missió de les Nacions Unides a Bòsnia i Hercegovina aprovada el mateix dia) a menys que els seus ciutadans estiguessin protegits contra la persecució per part de a CPI. La resolució 1422 va entrar en vigor l'1 de juliol de 2002 per un període d'un any. Va ser renovada durant dotze mesos per la Resolució 1487, aprovada el 12 de juny de 2003. Tanmateix el Consell de Seguretat es va negar a renovar l'exempció de nou el 2004 després que van fer-se públiques fotografies de tropes que abusaven de presoners iraquians a Abu Ghraib, i els EUA van retirar la seva demanda.

## Resolució

### Observacions
En el preàmbul de la resolució, el Consell va assenyalar la importància de les operacions de les Nacions Unides en el manteniment de la pau i la seguretat. Va assenyalar que els no tots els països formaven part en l'Estatut de la CPI o havien optat per acceptar la seva jurisdicció, i continuarien complint les seves responsabilitats dins de les seves jurisdiccions nacionals pel que fa als delictes internacionals.

### Actes
Actuant en virtut del Capítol VII de la Carta de les Nacions Unides, el Consell de Seguretat va demanar que la CPI, per un període de dotze mesos a partir de l'1 de juliol de 2002, s'abstingués de començar o continuar les investigacions sobre personal o funcionaris d'estats que no eren part Estatut de la CPI. Va expressar la seva intenció de renovar la mesura en un termini de dotze mesos durant el temps que fos necessari. A més, la resolució va demanar que els estats no prenguessin cap acció contrària a la mesura ni a llurs seves obligacions internacionals.